# 喬爾諾巴伊夫卡 (哈爾科夫州)
喬爾諾巴伊夫卡（羅馬化：Chornobaivka）是位於烏克蘭東部的村莊，由哈爾科夫州伊久姆區的昆葉市鎮負責管轄。該村面積0.55平方公里，海拔高度159米，2001年人口40，人口密度每平方公里110.1人。